# Friedhelm Osselmann
Friedhelm Osselmann (Duisburg, 9 aprile 1934) è un ex pallanuotista tedesco.
Ha fatto parte della Squadra Unificata Tedesca, che ha partecipato ai Giochi di Melbourne 1956 e di Roma 1960.
A livello nazionale ha giocato per l'ASC Duisburg, con il quale, nel 1957, 1963 e 1965, ha vinto il campionato della Germania occidentale.
È marito e padre, rispettivamente, di Birgit Klomp e Rainer Osselmann.